# Escuela boloñesa

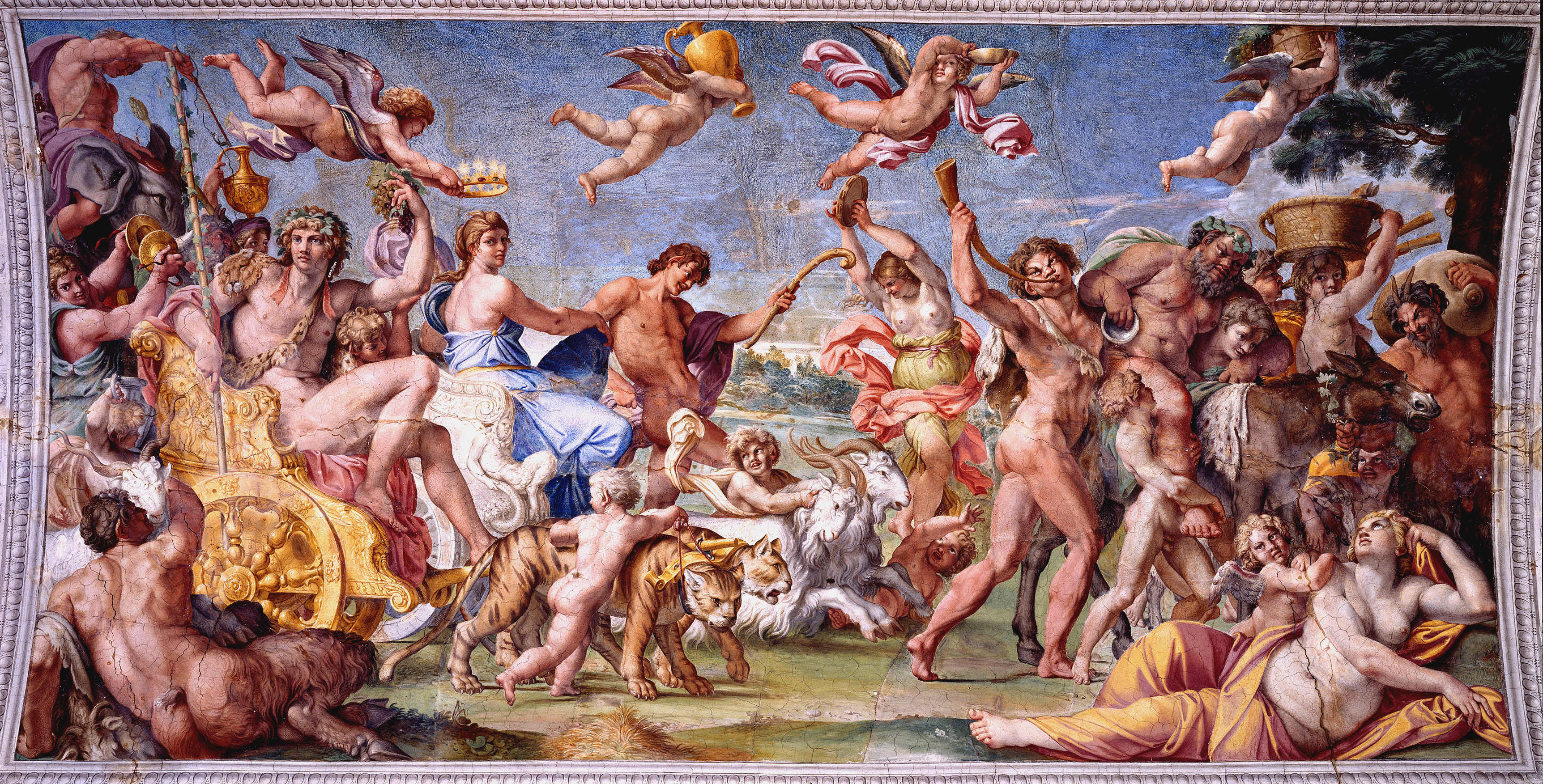
El triunfo de Baco y Ariadna (1597-1600), de Annibale Carracci, Palacio Farnesio, Roma.

La escuela boloñesa o escuela de Bolonia fue una escuela artística surgida en Bolonia entre los siglos XVI y XVII, y que aglutinó a una serie de artistas activos en esta ciudad, así como en Roma, Florencia y otras ciudades italianas. Perteneciente al periodo del arte Barroco, se enmarca dentro del estilo denominado Clasicismo. 
La escuela se formó en torno a la Accademia del Naturale, fundada en 1582 por Ludovico Carracci y sus primos Agostino y Annibale. A partir de 1590 la escuela era conocida como Scuola dei Desiderosi —«deseosos» (de aprender)— o Accademia degli Incamminati —«encaminados» (en el sentido de progresistas)—. A sus miembros se les suele conocer como incamminati.

## Historia de la escuela
La Accademia del Naturale —también conocida por Accademia del Disegno— se formó en el taller de los Carracci, que pretendían renovar el arte del momento, predominantemente manierista, estilo que ellos consideraban decadente. Bolonia era por entonces no sólo la segunda ciudad de los Estados Pontificios sino también una ciudad con una pujante burguesía, que ejercía un activo mecenazgo artístico, al mismo tiempo que su universidad, una de las más renombradas de Europa, le confería un importante influjo intelectual, todo lo cual creó un ambiente cultural de gran nivel y la convirtió en un centro destacado del humanismo.

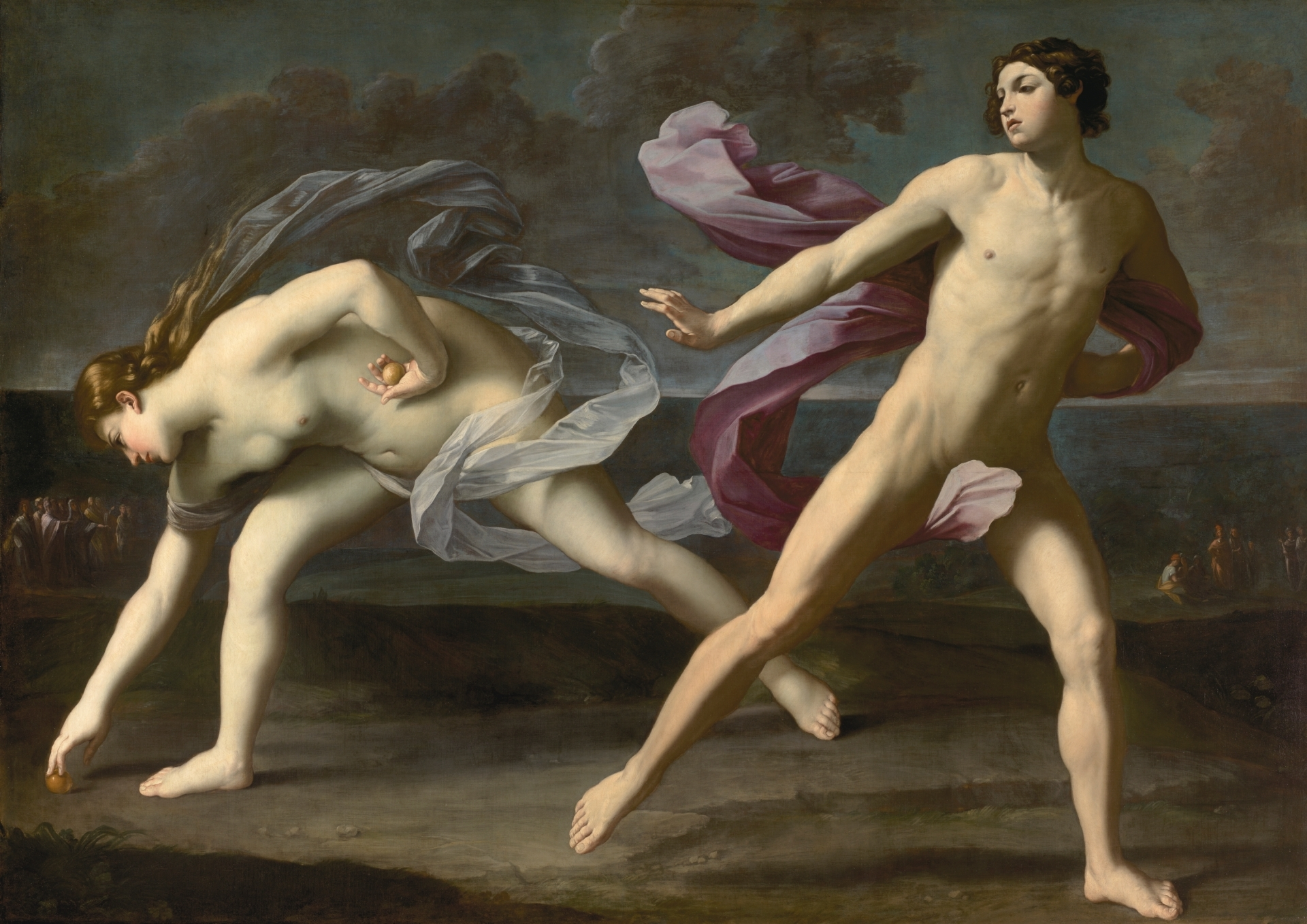
Hipómenes y Atalanta (1619), de Guido Reni, Museo del Prado, Madrid.

En su gestación influyó la publicación en 1582 de un ensayo teológico del entonces arzobispo de Bolonia, Gabriele Paleotti, titulado Discurso acerca de las imágenes sacras y profanas (Discorso intorno alle immagini sacre e profane). Paleotti, siguiendo las directrices marcadas por la Iglesia contrarreformista, buscaba un arte religioso con un lenguaje visual más claro y directo, instando a los artistas a buscar una figuración de sencillo concepto y una expresión íntima de la belleza, fundada en la imitación de la verdad y que fuese fácil de entender por el pueblo.
La Accademia de los Carracci buscaba plasmar en un estilo pictórico concreto las teorías de Paleotti, siendo unos de los fundadores de la corriente clasicista, que tuvo amplia difusión en Italia y también en Francia. Dentro de la Accademia, Ludovico asumió las funciones directivas y organizativas, Agostino se encargaba de las clases de perspectiva, arquitectura y anatomía, y Annibale diseño y pintura. Francisco de Goya puso en Dictamen sobre el Estudio de las Artes (1792) a Annibale como modelo de profesor de pintura, ya que «dejaba a cada uno correr por donde su espíritu le inclinaba, sin precisar a ninguno a seguir su estilo ni método».
La Academia ponía énfasis en la formación tanto pictórica como intelectual, y dejaba mucha libertad a sus alumnos, que eran considerados artistas con capacidad creadora y plena autonomía artística; eran libres de interpretar los temas cada uno a su estilo, recurrir a la tradición o innovar. Su estudio se fundaba en el ejercicio diario del diseño, practicando cualquier aspecto de la realidad, desde el tema más noble hasta el más humilde objeto. Según Malvasia, «comían y al mismo tiempo dibujaban: el pan en una mano, en la otra el lápiz o el carboncillo». Con el lema Contentione perfectus («perfección mediante el esfuerzo»), la Academia impartía además de las enseñanzas artísticas lecciones de literatura, filosofía y otras disciplinas humanísticas, para formar al artista tanto en su oficio como en la erudición necesaria para la elaboración intelectual de sus obras. Asimismo, eran frecuentes en la Academia debates y conferencias impartidas por expertos de todas las modalidades, desde el poeta Giambattista Marino hasta el anatomista Giuseppe Lanzoni.

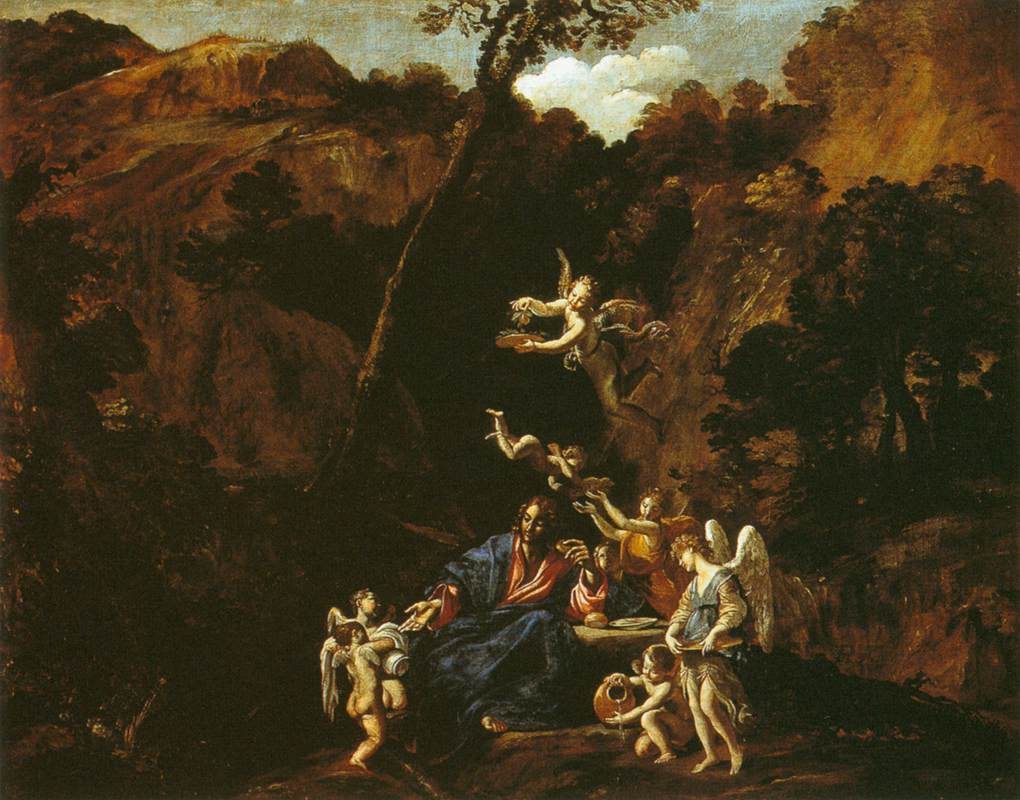
Jesús atendido por los ángeles (1616), de Giovanni Lanfranco, Museo de Capodimonte, Nápoles.

La escuela boloñesa tomó sus referencias de estilos clásicos tanto de la antigüedad greco-romana como del Renacimiento del primer Cinquecento, especialmente Rafael. También se inspiraron en artistas como Correggio y la pintura veneciana del siglo XVI. Así, Gian Lorenzo Bernini llegó a afirmar en 1665 que Annibale Carracci había «reunido todo lo bueno: las líneas graciosas de Rafael, la anatomía básica de Miguel Ángel, la delicada técnica de Correggio, el colorido de Tiziano y la fantasía de Giulio Romano y Mantegna».
Su estilo se basaba en el estudio de la realidad natural (el vero naturale), en lo que corrían paralelos al naturalismo de Caravaggio, aunque de una forma más estética e idealizada, en vez del crudo realismo del artista milanés. Para los artistas boloñeses el fin de la pintura es la verdad, pero así como para Caravaggio esta verdad hay que describirla de forma directa y cruda, para los clasicistas debe ser tamizada por el velo de la razón, a través del filtro de la historia, que es la que sienta las bases de la corrección artística. Por otro lado, el estudio de la realidad les lleva incluso a la descripción de géneros vulgares, de lo feo (brutto), lo humilde, lo popular, lo grotesco, lo cómico, como se percibe en sus ritratti carichi («retratos cargados»), en los que se deforma o se exagera la fisonomía de los personajes —uno de los orígenes de la caricatura como género artístico—.
El clasicismo boloñés tuvo un importante éxito en la Roma papal, y recibieron numerosos encargos de cardenales y miembros de la nobleza romana. Los Incamminati tenían un amplio dominio de la técnica del fresco, por lo que fueron los encargados de decorar tanto iglesias como palacios de la capital pontificia. Solían trabajar juntos: por ejemplo, en la decoración del Palazzo Farnese colaboraron con Annibale Carracci Francesco Albani, Domenichino, Giovanni Lanfranco y Sisto Badalocchio.

## Artistas destacados
- Ludovico Carracci (1555-1619)
- Agostino Carracci (1557-1602)
- Annibale Carracci (1560-1609)
- Carlo Bononi (1569-1632)
- Lucio Massari (1569-1633)
- Francesco Brizio (1574-1623)
- Guido Reni (1575-1642)

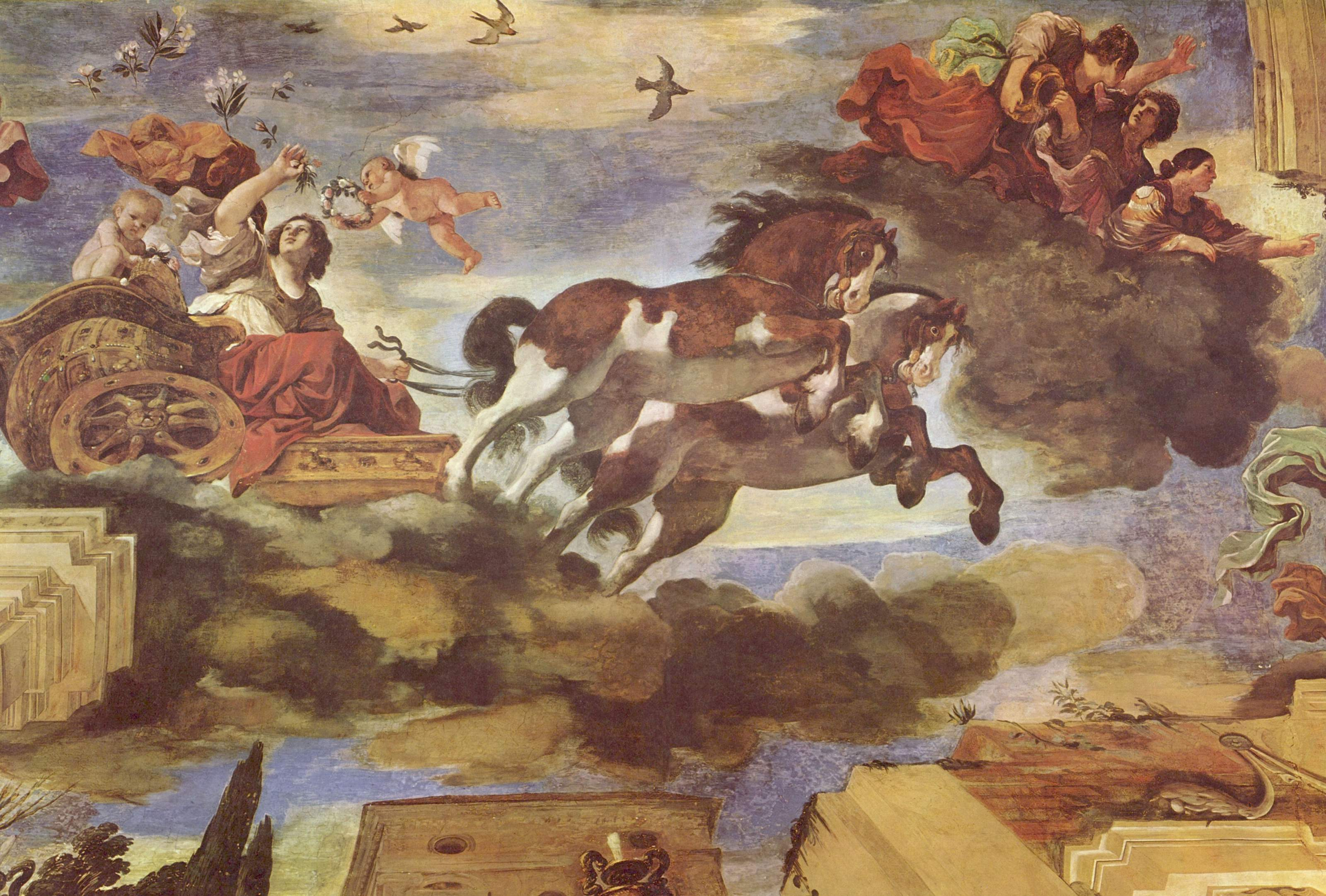
La Aurora (1621), de Guercino, Villa Ludovisi, Roma.

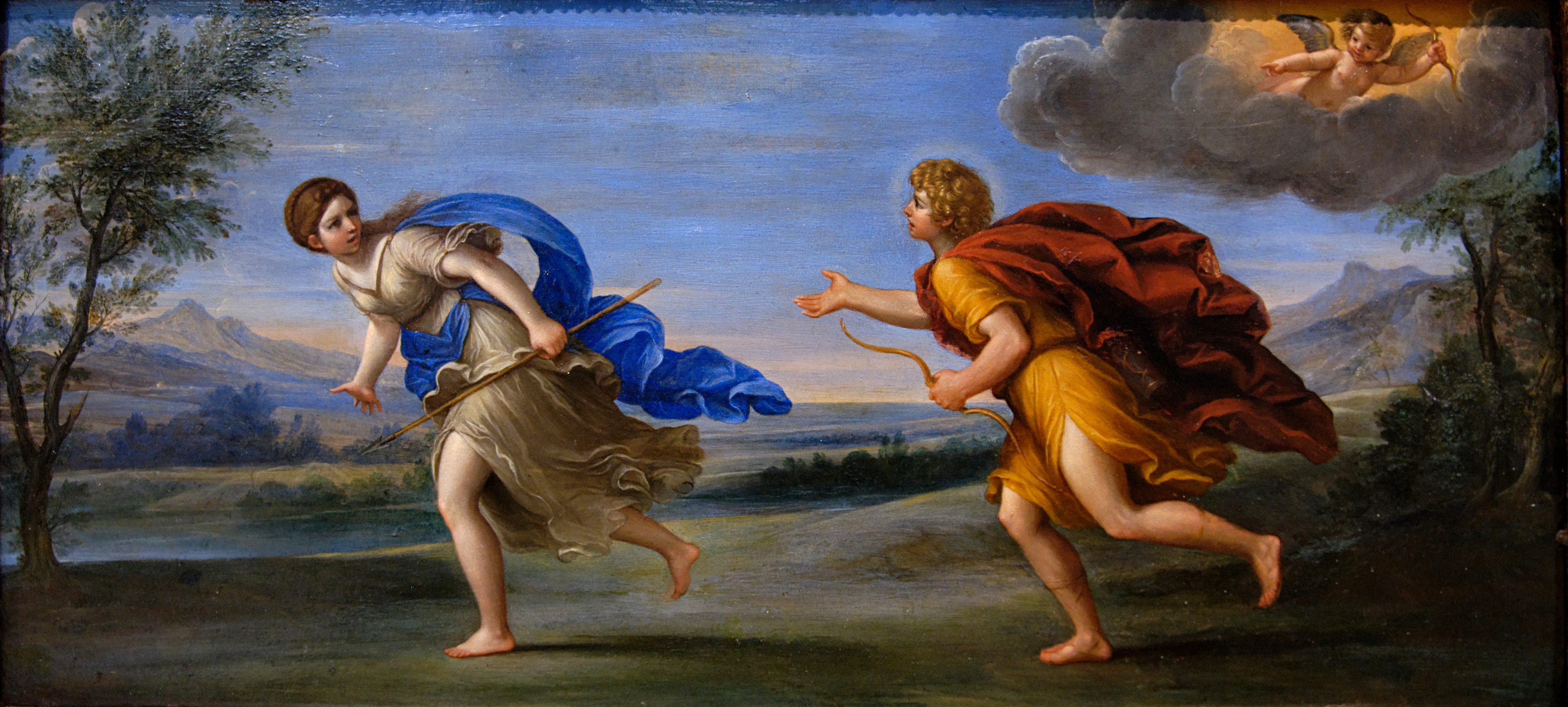
Apolo y Dafne (1615-1620), de Francesco Albani, Museo del Louvre, París.

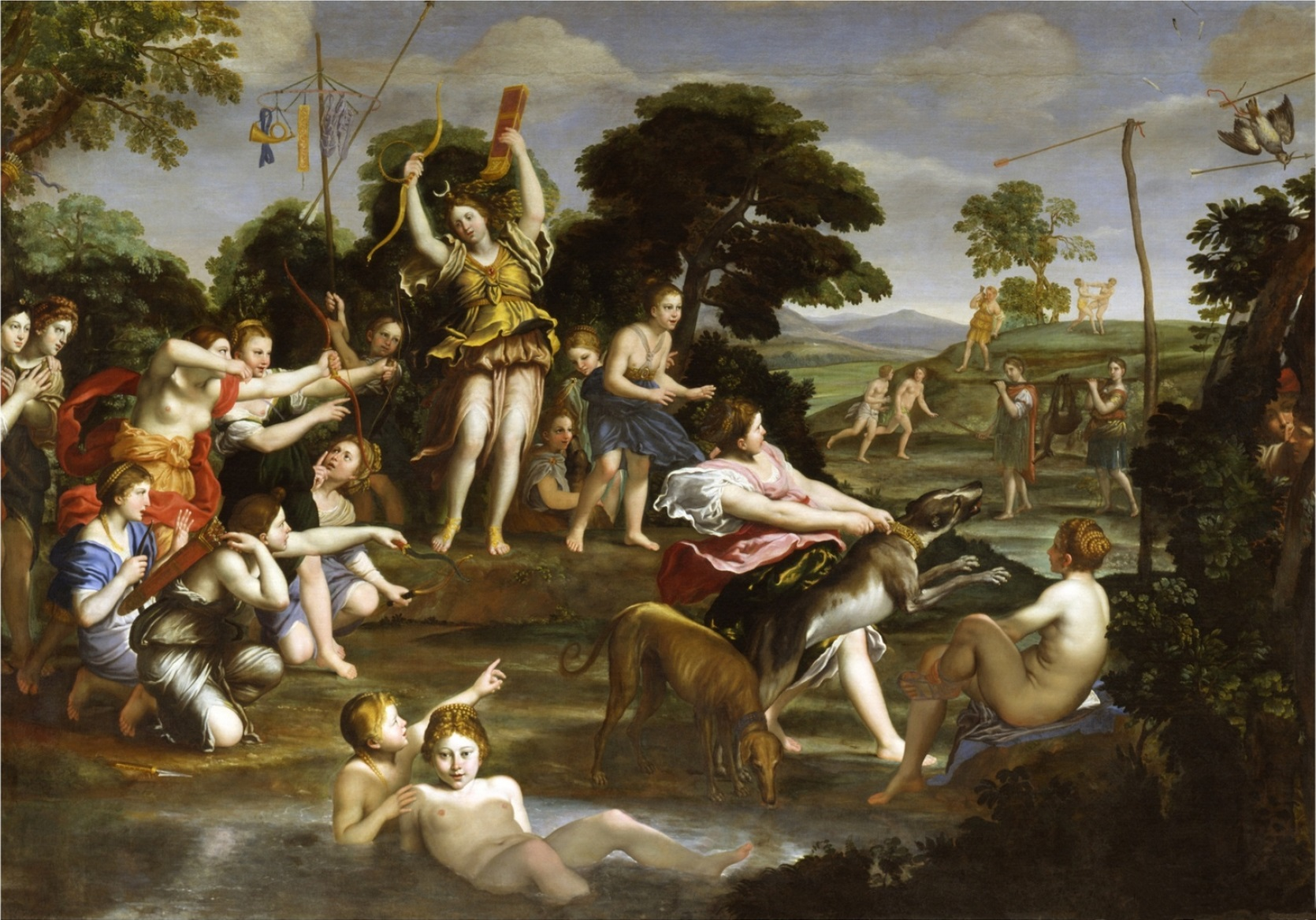
La cacería de Diana (1620), de Domenichino, Galería Borghese, Roma.

- Giovanni Andrea Donducci (il Mastelletta) (1575-1655)
- Lionello Spada (1576-1622)
- Alessandro Tiarini (1577-1668)
- Giacomo Cavedone (1577-1660)
- Francesco Albani (1578-1660)
- Bartolomeo Schedoni (1578-1615)
- Lorenzo Garbieri (1580-1654)
- Sisto Badalocchio (1581-1647)
- Domenichino (1581-1641)
- Giovanni Lanfranco (1582-1647)
- Francesco Gessi (1588-1649)
- Giovanni Francesco Barbieri (il Guercino) (1591-1666)
- Guido Cagnacci (1601-1663)
- Angelo Michele Colonna (1604-1687)
- Agostino Mitelli (1609-1660)
- Simone Cantarini (il Pesarese) (1612-1648)
- Flaminio Torri (1620-1661)
- Carlo Cignani (1628-1719)
- Lorenzo Pasinelli (1629-1700)
- Elisabetta Sirani (1638-1665)
- Marcantonio Franceschini (1648-1729)
- Giovanni Gioseffo Dal Sole (1654-1719)
- Felice Torelli (1667-1748)
- Donato Creti (1671-1749)